# Cycle de Wilson
 (septembre 2018).
Pour les articles homonymes, voir Wilson.

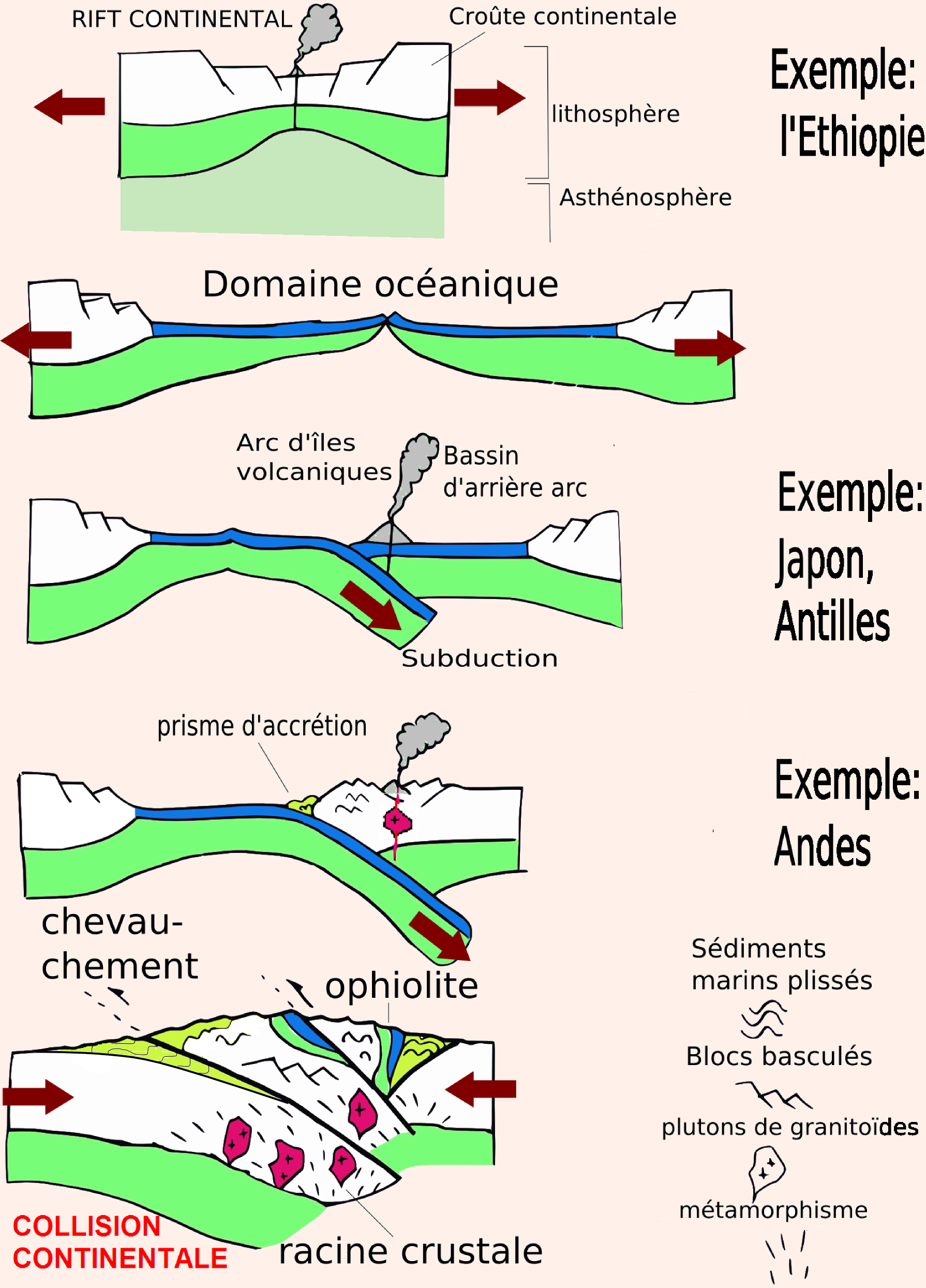
Modèle de tectonique des plaques.

Les cycles de Wilson sont un modèle scientifique qui décrit le « ballet » des continents à la surface de la Terre au cours des temps géologiques. Ceux-ci, emportés par les mouvements des plaques lithosphériques tels que les décrit la tectonique des plaques, se retrouvent parfois fragmentés et dispersés à la surface du Globe, comme actuellement, ou parfois sont regroupés en un unique supercontinent, comme durant la période entre il y a 300 et 200 Ma (époque entre le début du Permien et la fin du Trias), supercontinent appelé « la Pangée ». Cette fragmentation résulte du comportement des océans qui agissent comme les « radiateurs » de la planète (cf. océanisation), avec la vigueur de la tectonique des plaques comme « thermostat » et les supercontinents comme isolateurs.
Le Canadien Tuzo Wilson (1908-1993), en l'honneur de qui J. F. Dewey et Kevin Burke ont donné en 1974 son nom à ce phénomène géodynamique majeur pour la physionomie de surface de la Terre, décrivit que les continents grandissent par une série d'étapes. L'image ci-contre donne des exemples de ces étapes.
D'une durée théorique de l'ordre de 400 à 600 Ma, ce cycle s'est reproduit, selon les modélisations, de 8 à 12 fois sur la durée des temps géologiques. Ces modélisations suggèrent que ces cycles sont loin d'être réguliers et que la question d'une telle périodicité n'est pas tranchée à l'heure actuelle. Ils sont même très discutés par les géophysiciens dont les modèles géodynamiques plus fins prennent de plus en plus en compte les processus d'accrétion crustale de terranes (microcontinents) plutôt que le modèle classique de collision continent-continent. « Leur validité n'est pas certaine et la théorie n'intègre pas, par exemple, la complexité des mouvements de plaques : leurs rotations, leurs déplacements latéraux, etc.. »

## Succession des supercontinents
Ce perpétuel remaniement de la surface terrestre provoque la perte des éléments géologiques témoins de ces diverses périodes. Pour l'instant, outre l'épisode bien documenté de la Pangée, seulement quelques éléments des épisodes précédents de supercontinents ont pu commencer à être bien documentés, comme la Rodinia, entre 1,1 Ga et 750 Ma. Néanmoins les archives géologiques ont démontré l'existence de divers autres moments de supercontinent.

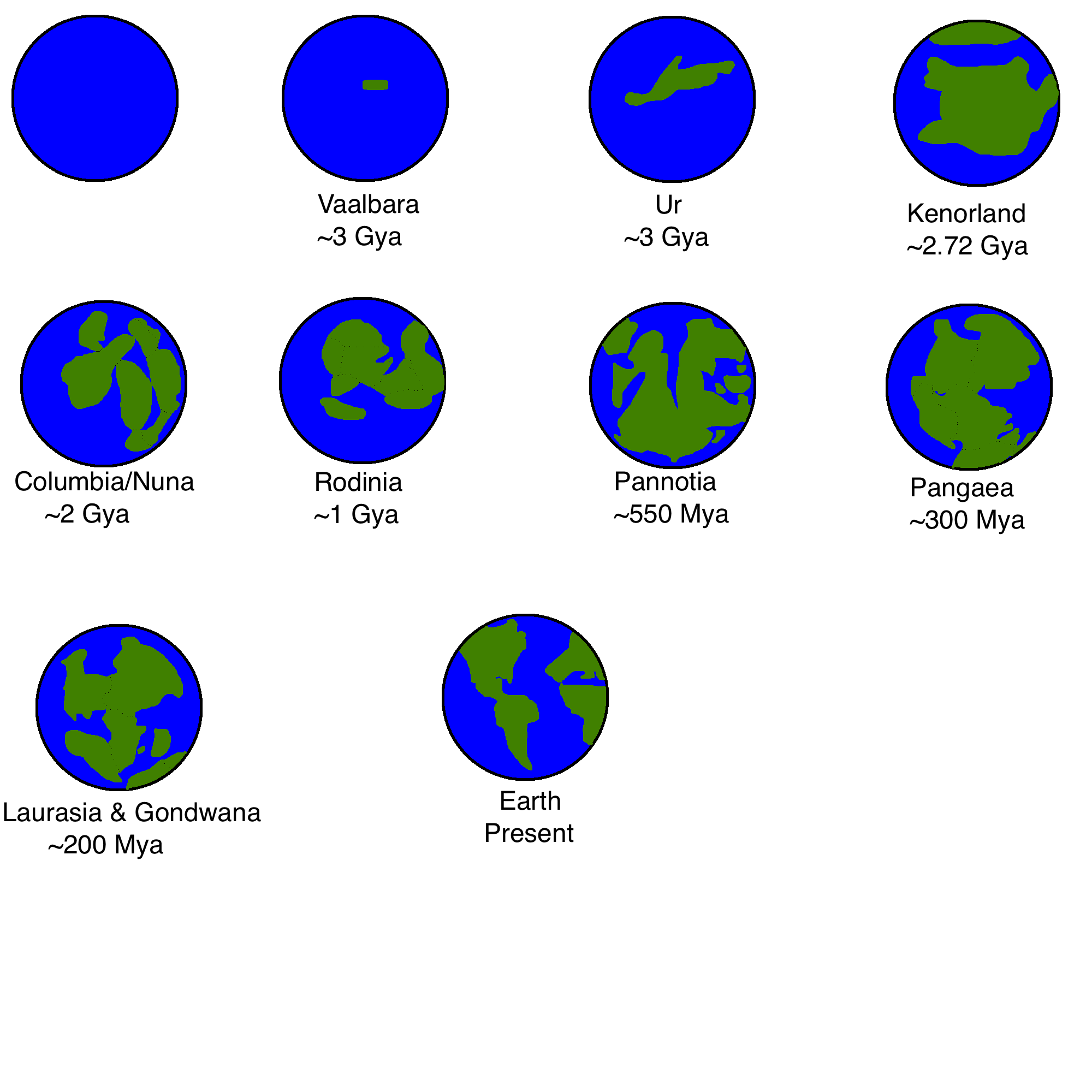
Représentation simplifiée des cycles des supercontinents jusqu'à nos jours.

Ainsi, actuellement, on reconnait les supercontinents suivants :
- Pangea : vers 300 Ma ;
- Pannotia : vers 600 Ma ;
- Rodinia : entre 1,1 Ga à 750 Ma ;
- Columbia : de 1,8 à 1,5 Ga ;
- Kenorland : de 2,7 à 2,1 Ga ;
- Ur : autour de 3 Ga ;
- Vaalbara : vers 3,6 à 2,8 Ga.

Le rythme des cycles de Wilson apparait irrégulier. De même, les configurations des unités mobiles de la croûte terrestre sont imprévisibles et hautement variées.

## Impact écologique
Ce remaniement de la configuration des continents expliquerait notamment de nombreux faits dans l'évolution des espèces vivantes. Ainsi, l'agrégation des diverses unités de la croûte terrestre provoqua l'extinction massive des espèces animales littorales au Permien ; tandis que la dispersion des plaques tectoniques favorisa par la suite une radiation évolutive au Mésozoïque.

## Impact climatique
Les effets sur les climats terrestres anciens sont à relier aux notions de Icehouse et Greenhouse ; en effet, on distingue deux phases dans le climat global :
- Icehouse est caractérisé par de fréquentes glaciations continentales et de larges environnements désertiques (Néo-protérozoïque, Paléozoïque, Cénozoïque) ;
- Greenhouse est caractérisé par des climats chauds (Paléozoïque récent, Mésozoïque, Cénozoïque récent).

Nous sommes actuellement dans la phase Icehouse, glissant vers la phase Greenhouse, tels que semblent l'indiquer des éléments scientifiques tels que la biogéographie, la tectonique globale ou la répartition des gisements miniers à l'échelle mondiale.